# NGC 2013
NGC 2013 – gromada otwarta znajdująca się w gwiazdozbiorze Woźnicy. Odkrył ją John Herschel 10 lutego 1831 roku. Jest położona w odległości ok. 3,6 tys. lat świetlnych od Słońca.